# Patrubány Gergely
Erzsébetvárosi Patrubány Gergely (Erzsébetváros, 1830. – Budapest, 1891. június 3.) magyar orvos, sebész, császár és királyi tanácsos, egyetemi magántanár, Budapest első tiszti főorvosa. Testvére, Patrubány Antal (1834–1871) orvos, hírlapíró volt.

## Családja
A erdélyi örmény nemesi családból származik, az erzsébetvárosi Patrubány/Csoribán családnak a sarja. (eredeti örmény nevük: ch’vors 'չորս').  Apja erzsébetvárosi Patrubány Márton, anyja Lengyel Rozália volt. Apai felmenője Patrubány Márton Márk 1758. december 12-én nemességet illetve az "erzsébetvárosi" nemesi előnevet szerzett Mária Terézia magyar királynőtől. Unokaöccse dr. Patrubány Lukács (1861–1926) nyelvész, az örménység kutatója.

## Házassága
Felesége a nemesi származású, szintén örmény szamosújvár-németi Dániel Terézia. 

## Életpályája
Jogi pályára készült, de súlyos szembetegsége miatt orvos lett. 1856-ban orvosdoktori oklevelét szerzett a pesti egyetemen. 1857-ben sebész- és szülészmesterré képesítették. Egy ideig (1856–1858) Bécsben tanult tovább; Theodor von Oppolzer, Skoda, Johann von Dumreicher, Arit és Ferdinand von Hebra előadásait hallgatta. 1858-ban visszatért Pestre. 1862-ben a Pest-Budai Orvosegyesület titkára lett. 1863-ban, Pesten egyetemi magántanár lett; 1863–1873 között az Országos Oltóintézet igazgatója volt. 1864-től a Császárfürdő rendelő főorvosa lett. 1867–1869 között a tífuszkórház főorvosaként dolgozott. 1868-tól a Közegészségügyi Tanács rendkívüli tagja, 1870-től rendes tagja volt. 1873–1889 között Budapest első tiszti főorvosa volt. 1887. június 21-én királyi tanácsosi címet szerzett I. Ferenc József magyar királytól.
Behatóan foglalkozott a pincelakások kérdésével, a gyermekhalálozással és az egészséges település feltételeivel. Több kórtani kérdést is tanulmányozott.

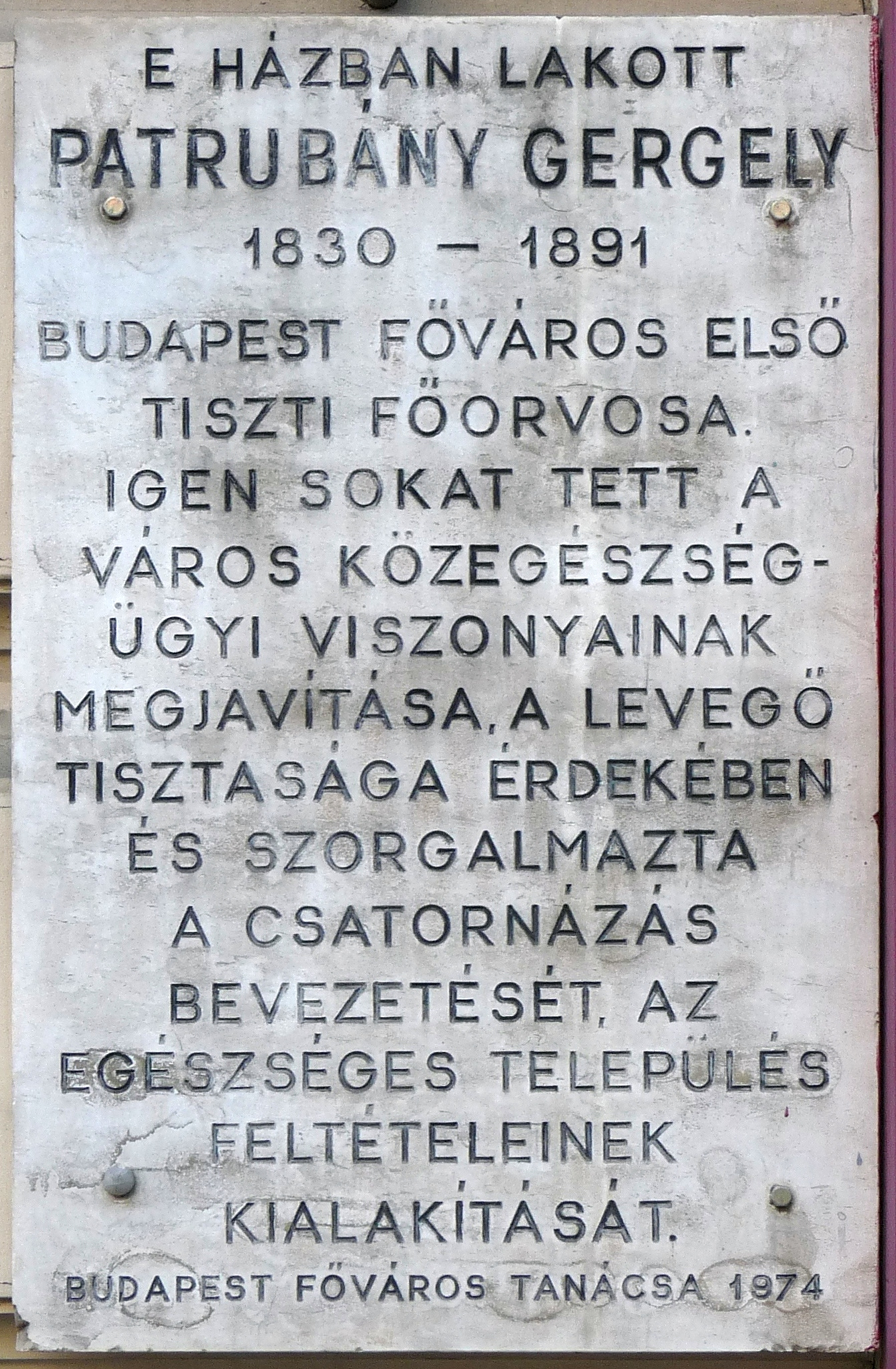
Dr. Patrubány Gergely (1830-1891) sebész főorvos, egyetemi magántanár, Budapest főváros első tiszti főorvosának emléktáblája egykori lakhelyén. (Budapest IX. ker. Vámház körút 13.)

Sírja Budapesten, az Új köztemetőben található.

## Művei
- Die Pneumatosen des menschlichen Körpers (Zeitschrift für Natur und Heilkunde, 1860)
- Pharmakologische Beiträge (Zeitschrift für Natur- und Heilkunde; 1860. 48. Beiheft)